# The Age of Pleasure
The Age of Pleasure è il quarto album in studio della cantante statunitense Janelle Monáe, pubblicato il 9 giugno 2023 dalla Bad Boy Records e distribuito dalla Atlantic Records.
Il progetto discografico è stato accolto positivamente della critica specializzata come progetto afrofuturistico e panafricano, venendo candidato all'album dell'anno e al miglior album R&B progressivo alla 66ª edizione dei Grammy Award.

## Descrizione
Il quarto progetto discografico dell'artista è stato pubblicato a distanza di cinque anni dal progetto precedente Dirty Computer, discostandosi musicalmente su sonorità afrobeat, reggae e soul. Il progetto vede Monáe collaborere con i suoi produttori e autori della Wondaland Records, con la partecipazione di Grace Jones e Sister Nancy.
In un'intervista del maggio 2023 con Zane Low di NME e, Monáe ha spiegato che le canzoni presenti nell'album «sono state scritte da uno spazio puro e onesto» e che prepongono la missione che gli ascoltatori «sentano quest'atmosfera eterea ascoltano la musica; [...] avendo l'opportunità di evolversi e crescere e di attingere alle cose che portano [loro] piacere». Monáe ha raccontato di aver suonato senza preannuncio i brani a degli eventi, compreso l'afterparty del Met Gala, per vedere come i suoi amici reagissero alla musica: «Se le canzoni non funzionano alle feste, non andranno sull'album». La cantante ha difetti spiegato che volevano che l'album fosse «così specifico per questo pubblico panafricano. Voglio che sia una lettera d'amore alla diaspora africana».

## Accoglienza
The Age of Pleasure è stato accolto perlopiù in maniera positiva da parte della critica specializzata, ritenuto come esempio del movimento dell'afrofuturismo e  panafricano. Sull'aggregatore di recensioni Metacritic ha ricevuto un punteggio di 79 su 100, sulla base di 15 recensioni di critici, indicando un'accoglienza «generalmente favorevole».
Alexis Petridis del The Guardian lo ha scelto come l'album della settimana e ha osservato che Monáe «fonde afrobeat, reggae e soul rilassato in un cocktail vagamente inebriante di sesso e feste». Heven Haile di Pitchfork ha descritto l'album come un «estasiante collage sonoro afrofuturistico» e ha commentato che «Monáe fiorisce in un'utopia panafricana» che, pur non essendo «intricata come le sue storie fantascientifiche o elettrizzantemente innovativa come The ArchAndroid», si esprime come «un baccanale nel rifugio che Monáe ha costruito per sé e la sua comunità». Neil McCormick del The Daily Telegraph ha scritto che «nulla sembra esagerato o eccessivo» e ha definito Monáe «un'abile orchestratrice di band e guest star [che] impiega con cura un'impressionante lista di collaboratori». Sebbene affermi che sia «un puro piacere», riporta che «manca lo splendore vertiginoso delle precedenti epopee».
Nella recensione per Slant Magazine, Charles Lyons-Burt ha definito «ironico» il fatto che la disgiunzione dall'alter ego della cantante Cindi Mayweather avvenga nell'album in cui suona «più disumana», poiché adotta delle strategie melodiche e di toni di voce che la fanno apparire «sorprendentemente priva di gioia» in diversi brani. Tuttavia il giornalista lo ha ritenuto «l'album più pop e più vivace» della sua carriera. Sam Franzini, recensendo l'album per The Line of Best Fit ha affermato che «sembra il disco più libero che la Monáe abbia mai fatto», ma «questo sentimento si manifesta in canzoni che, in realtà, sono poco brillanti e non mirano a sorprendere», poiché «le canzoni faticano a collegarsi a un significato più ampio» e «la scrittura della Monáe è insolitamente monodimensionale».

## Tracce
1. Float (feat. Egypt 80' e Seun Kuti) – 3:59 (Janelle Monáe, Sensei Bueno, Nana Kwabena, Nate “Rocket” Wonder)
2. Champagne Shit – 2:23 (Barrington Levy, Janelle Monáe, Sensei Bueno, Nana Kwabena, Nate “Rocket” Wonder)
3. Black Sugar Beach – 1:05 (Janelle Monáe, Barrington Levy, Sensei Bueno, Nana Kwabena, Nate “Rocket” Wonder, Roman GianArthur)
4. Phenomenal (feat. Doechii) – 3:37 (Doechii, Janelle Monáe, Roman GianArthur, Nana Kwabena, Nate “Rocket” Wonder, Sensei Bueno)
5. Haute – 1:36 (Janelle Monáe, Nana Kwabena, Nate “Rocket” Wonder, Sensei Bueno)
6. Ooh La La (feat. Grace Jones) – 0:43 (Janelle Monáe, Grace Jones, Sensei Bueno, Nana Kwabena, Nate “Rocket” Wonder)
7. Lipstick Lover – 2:49 (Janelle Monáe, Nate “Rocket” Wonder, Nana Kwabena, Sensei Bueno, Ewart E. Brown, Sly Dunbar, Clifton Dillon, Leroy Romans, Herbert Harris, Richard Foulks, Brian Gold, Handel Tucker, Stevie Wonder)
8. The Rush (feat. Nia Long e Amaarae) – 2:43 (Janelle Monáe, Amaarae, Nana Kwabena, Nate “Rocket” Wonder, Sensei Bueno)
9. The French 75 (feat. Sister Nancy) – 1:09 (Janelle Monáe, Ophlin Russell, Nate “Rocket” Wonder, Nana Kwabena, Sensei Bueno)
10. Water Slide – 2:44 (Janelle Monáe, Anthony St. Aubyn Kelly, Patra, Emelie Walcott, Sensei Bueno, Leroy Romans, Nana Kwabena, Nate “Rocket” Wonder, Ophlin Russell, Tayla Parx, Winston Riley)
11. Know Better (feat. CKay, Egypt 80' e Seun Kuti) – 2:49 (Janelle Monáe, CKay, Seun Kuti, Egypt 80', Nate “Rocket” Wonder)
12. Paid In Pleasure – 1:46 (Janelle Monáe, Emelie Walcott, Sensei Bueno, Nana Kwabena, Nate “Rocket” Wonder, Kel P)
13. Only Have Eyes 42 – 2:50 (Janelle Monáe, Derrick Harriott, Emelie Walcott, Sensei Bueno, Nana Kwabena, Nate “Rocket” Wonder)
14. A Dry Red – 1:51 (Janelle Monáe, Sensei Bueno, Nana Kwabena, Nate “Rocket” Wonder)

## Classifiche
| Classifica (2023) | Posizione massima |
| ----------------- | ----------------- |
| Belgio (Fiandre)  | 68                |
| Belgio (Vallonia) | 61                |
| Canada            | 79                |
| Francia           | 130               |
| Germania          | 48                |
| Nuova Zelanda     | 38                |
| Paesi Bassi       | 93                |
| Regno Unito       | 49                |
| Stati Uniti       | 17                |
| Svizzera          | 37                |

## Riconoscimenti
Grammy Award
- 2024 – Candidatura all'album dell'anno
- 2024 – Candidatura al miglior album R&B progressivo

Soul Train Music Award
- 2023 – Candidatura all'album dell'anno